# Ocnogyna denegrata
Ocnogyna denegrata là một loài bướm đêm thuộc phân họ Arctiinae, họ Erebidae.